# Friedhofskapelle Wolmirstedt

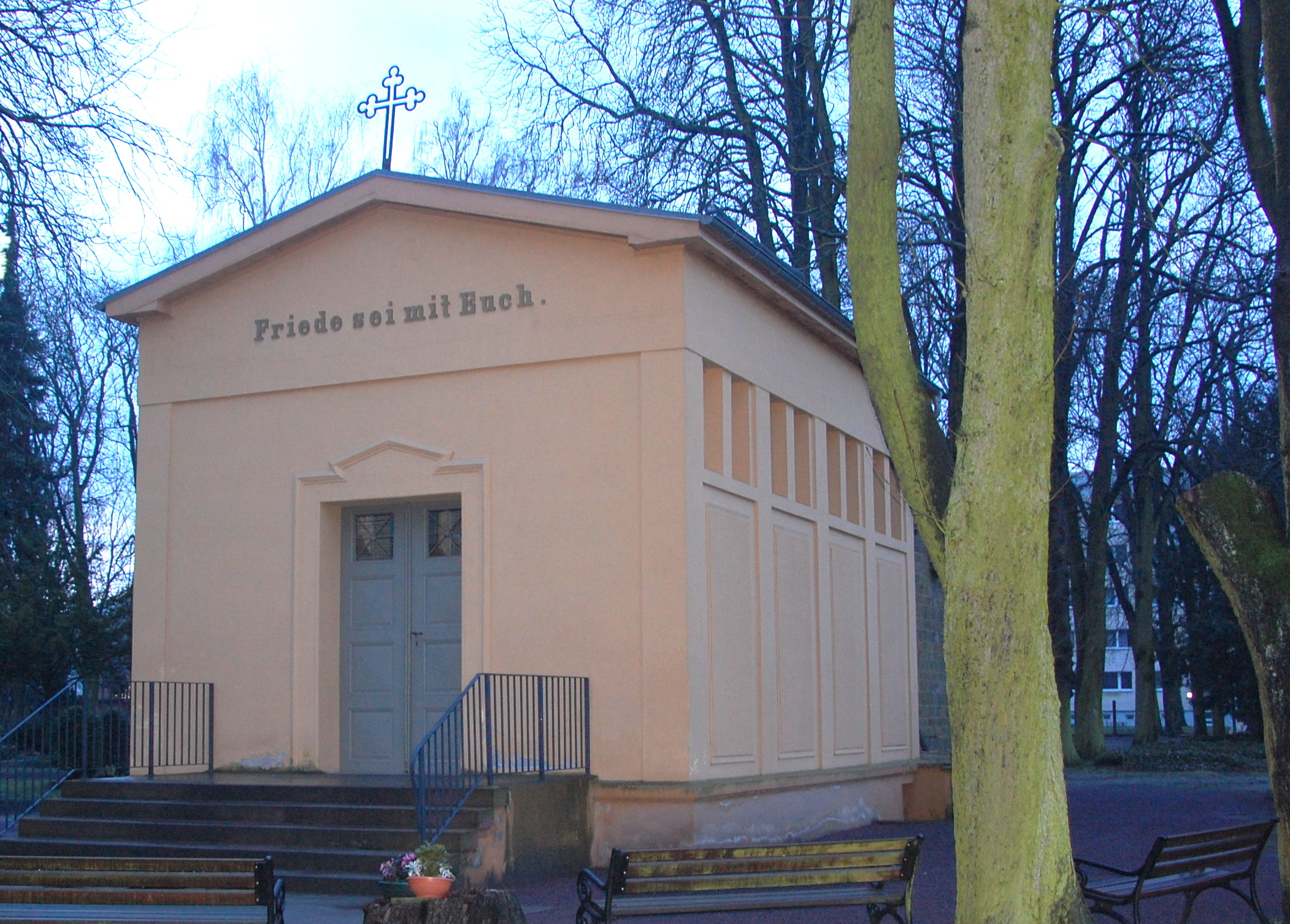
Friedhofskapelle Wolmirstedt

Die Friedhofskapelle Wolmirstedt ist ein denkmalgeschütztes Gebäude in der Stadt Wolmirstedt in Sachsen-Anhalt.

## Lage
Sie befindet sich auf dem Friedhof Wolmirstedt, nördlich der Wolmirstedter Innenstadt westlich der Farsleber Straße. Im örtlichen Denkmalverzeichnis ist sie als Friedhofskapelle eingetragen. Nördlich der Kapelle befinden sich Grabdenkmale des Katharinenklosters Wolmirstedt.

## Gestaltung und Geschichte
Die Kapelle wurde im Stil des Neoklassizismus als verputzter Saalbau zwischen 1925 und 1930 errichtet. Die Fassaden der Seitenwände sind durch Lisenen und Putzblenden gegliedert. Die darüber befindlichen Gesimse sind architravartig gestaltet. Im oberen Drittel der Seitenwände befinden sich kleine rechteckige, als Band angeordnete Fenster. Der Eingang zur Kapelle befindet sich an der Nordseite. Er wurde mit einem schlichten Portalgewände im Stil des Art déco gestaltet. Darüber befindet sich die Inschrift Friede sei mit Euch (Joh 20,19 ) und auf dem Giebel ein schmiedeeisernes Kleeblattkreuz.
Auf der schmalen Südseite schließt sich das bereits 1855 erbaute Mausoleum der Familie Eggert an. Es ist aus Natursteinquadern errichtet und verfügt auf der Südseite über ein Rundbogenportal, das auf beiden Seiten von Okuli flankiert wird.